# Casa Sibils
La Casa Sibils és una obra noucentista de Castell d'Aro, Platja d'Aro i s'Agaró (Baix Empordà) protegida com a Bé Cultural d'Interès Local.

## Descripció
Edifici civil amb construcció feta a partir d'una torre que fa d'eix coordinador entre els diferents nivells de les plantes i els cossos volumètrics que formen les diverses estances de l'edifici. Es pot dir que és un conjunt de volums definits per obertures de moltes mides i formes emmarcades amb pedra polida i acabades per teulades sempre a dos o tres vessants, a nivells diferents creant una situació ascendent cap a la torre poligonal que presideix l'edificació.

## Història
Aquesta urbanització fou inciciada el 1924 per l'industrial Josep Ensesa i Gubert en col·laboració amb l'arquitecte R.M. i Valentí. Rebé el nom d'un rierol proper (Seguero o Sagaró). La primera casa fou Senya Blanca del Sr. Ensesa al mateix 1924, però la veritable gran empenta constructiva no es produí fins al 1928 amb les obres com la Casa de Masó (1928), la Casa Sibils (1929), l'Hostal de la Gavina (1929-1934). A la mort de Masó es feu càrrec de la urbanització f. Foglera i Grassí el qual hi va fer nombroses obres: camí de ronda, els banys, l'església, la disposició definitiva de l'hostal, casa Ensesa (fill). mort el 1960 fou Adolf Florensa que els substituí. A s'Agaró es creà un urbanisme d'alta burgesia de caràcter marcadament autòcton i d'arrel noucentista.